# Sveti Križ (Tuhelj)
Sveti Križ is een plaats in de gemeente Tuhelj in de Kroatische provincie Krapina-Zagorje. De plaats telt 495 inwoners (2001).